# Саркис, Инанна
Инанна Саркис (англ. Inanna Sarkis; род. 15 мая 1993, Гамильтон, Онтарио, Канада) — канадско-американская актриса ассирийского происхождения, певица и ютубер. Наиболее известная благодаря своим роликам на YouTube, а также по роли Молли Сэмюэлс в фильме «После».

## Ранняя жизнь и карьера
Саркис родилась в Гамильтоне в ассирийской семье иммигрантов из Болгарии и Сирии. Её отец ассириец был хирургом, мать — стоматологом. Оба пожертвовали своей карьерой, чтобы переехать в Канаду. У неё есть старший брат. В возрасте 6-ти лет Инанна начала учиться игре на фортепиано. Окончив школу, получила степень бакалавра искусств Университета Райерсона.
В 2017 году Саркис была представлена в журнале PAPER как одна из современных молодых звезд, делающих карьеру в сфере развлечений вне традиционных средств.
Также снялась в цифровой кампании по продвижению шпионской комедии 20th Century Fox «Kingsman: Золотое кольцо».
Прорыв Саркис в шоу-бизнесе произошёл благодаря популярным блогам в YouTube и Instagram.
Саркис начала появляться в эпизодических ролях в сериалах ещё в детстве. Она снималась в таких проектах как «Томми-оборотень», «Боишься ли ты темноты?» и «Копы-новобранцы».
В 2018 году актриса исполнила роль Молли Сэмюэлс в мелодраме «После», снятый по роману бестселлеру Анны Тодд.
Из информации ее социальной сети, в 2023 году ее парень Мэттью Носка подарил ей кольцо. Ранее у них родилась дочь.

## Фильмография
| Год       |   | Русское название             | Оригинальное название                  | Роль          |
| --------- | - | ---------------------------- | -------------------------------------- | ------------- |
| 1990—2000 | с | Боишься ли ты темноты?       | Are You Afraid of the Dark?            | Кайла         |
| 1999—2002 | с | Томми-оборотень              | Big Wolf on Campus                     | Лейси         |
| 2010—2015 | с | Копы-новобранцы              | Rookie Blue                            | детектив      |
| 2016      | ф | С днём рождения              | Happy Birthday                         | девушка       |
| 2017      | ф | Хэллоуин Мэдеи 2             | Tyler Perry's Boo 2! A Madea Halloween | Габриэлла     |
| 2019      | ф | После                        | After                                  | Молли Сэмюэлс |
| 2020      | ф | После. Глава 2               | After We Collided                      | Молли Сэмюэлс |
| 2025      | ф | Парни с тату. В самое сердце | Оригинальное название неизвестно       |               |